# Matthias Laarmann

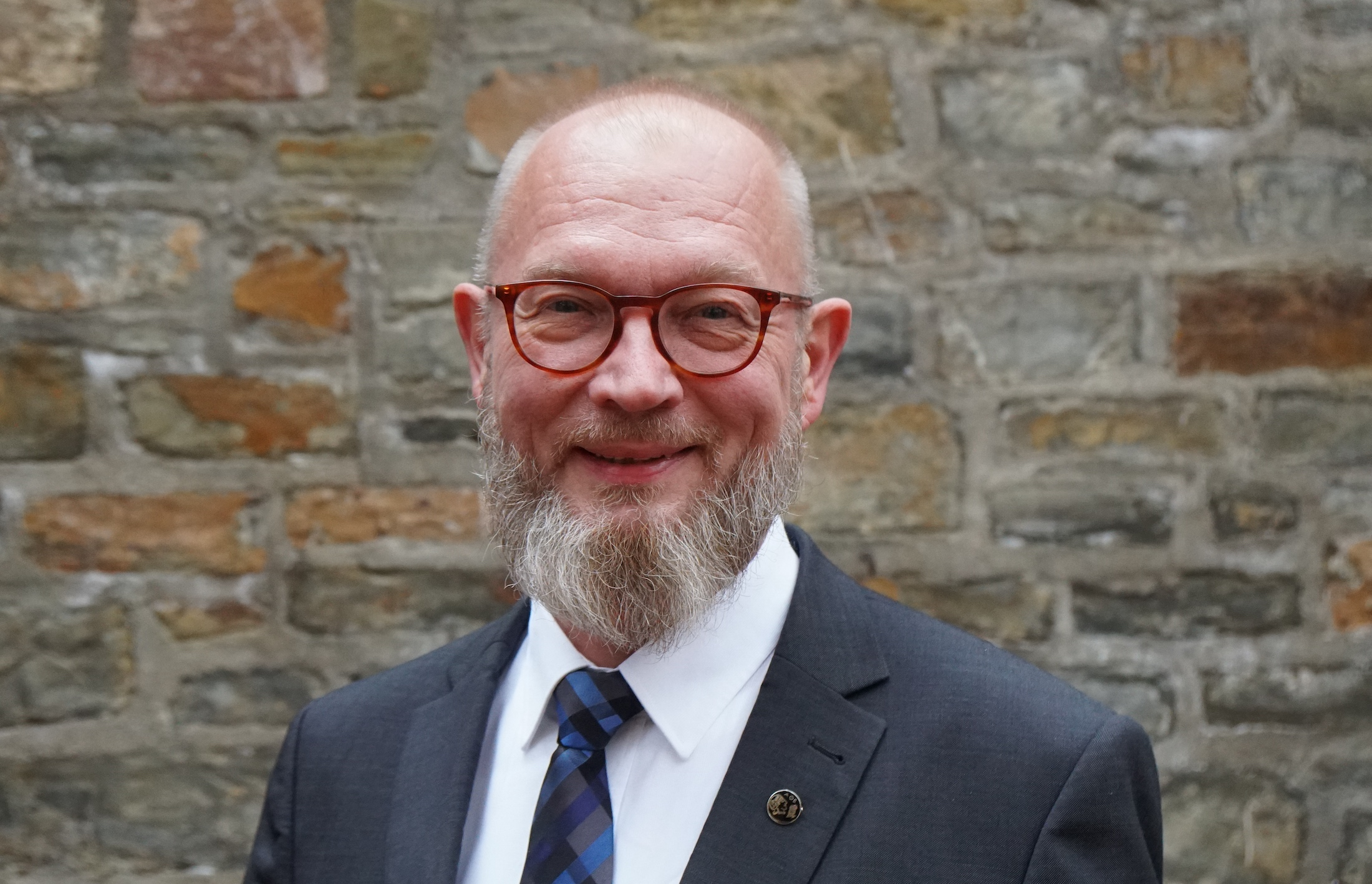
Matthias Laarmann (2022)

Matthias Laarmann (* 23. Februar 1964 in Lünen a. d. Lippe) ist ein deutscher Gymnasiallehrer und Privatdozent, römisch-katholischer Theologe, Philosophiehistoriker sowie Altphilologe mit starker Berücksichtigung der mittel- und neulateinischen Epochen.

## Leben
Matthias Laarmann besuchte von 1970 bis 1974 die Katholische Gottfriedschule in Lünen-Wethmar und absolvierte 1983 (mit den Leistungskursen Latein und Deutsch) das Abitur am Städtischen Gymnasium Lünen-Altlünen. Von Juli 1983 bis September 1984 leistete er seinen Grundwehrdienst in Seeth und Wentorf ab.
Von 1984 bis 1991 studierte Matthias Laarmann an der Ruhr-Universität Bochum die Fächer Katholische Theologie und Klassische Altertumswissenschaften (mit dem Schwerpunkt Latinistik) sowie ab dem Sommersemester 1985 Philosophie, seit April 1988 als Stipendiat des Bischöflichen Studienförderung Cusanuswerk, und schloss mit 1. Staatsexamen ab.
Von Januar 1984 bis Februar 1989 arbeitete Matthias Laarmann als Studentische Hilfskraft am Lehrstuhl für Philosophische Propädeutik der Katholischen Theologie (Theo Kobusch). Vom Sommer 1988 bis Sommer 1989 erledigte er Redaktionsarbeiten auf Werkvertragsbasis für das Historische Wörterbuch der Philosophie (Akademie der Wissenschaften zu Mainz) und die Fontes Christiani (Ruhr-Universität Bochum). Von Januar 1992 bis August 1994 folgte für Laarmann eine Anstellung als Wissenschaftlicher Mitarbeiter am Lehrstuhl für Philosophisch-Theologische Grenzfragen der Katholisch-Theologischen Fakultät der Ruhr-Universität Bochum (Theo Kobusch), von September 1994 bis Januar 1997 ebendort als wissenschaftlicher Mitarbeiter am Lehrstuhl für katholische Dogmatik und Dogmengeschichte (Wendelin Knoch). Erstgutachter seiner Dissertation über Heinrich von Gent war Ludwig Hödl. Am 2. Juli 1997 erfolgte die Promotion zum Dr. theol.
Den Vorbereitungsdienst für das Lehramt für die Sekundarstufe II leistete Laarmann vom Februar 1997 bis 1998 beim Studienseminar Hamm/Westf. ab, im November 1998  zusätzlich das 1. Staatsexamen im Fach Philosophie.  Seit August 1998 wirkt Laarmann als Lehrer für die Fächer katholische Religionslehre, Latein und Philosophie an mehreren Gymnasien des Regierungsbezirks Arnsberg, seit August 2014 am Immanuel-Kant-Gymnasium Dortmund.
Matthias Laarmann ist verheiratet und Vater dreier Kinder.

## Wirken
Matthias Laarmann widmet sich der Förderung der Alten Sprachen innerhalb und außerhalb der Schule in Didaktik und Organisation. Vom Wintersemester 2004/2005 bis zum Wintersemester 2009/2010 erhielt er Lehraufträge für lateinische Literatur des Mittelalters und der Neuzeit und ihre Didaktik am Lehrstuhl für Mittellateinische Philologie an der Universität Münster. Seit August 2015 koordiniert Laarmann die Lehrerfortbildung im Fach Latein beim  Institut für Lehrerfortbildung (IfL), Essen/Ruhr.
Von April 2002 bis Dezember 2006 war Laarmann Vertreter der Bezirksregierung Arnsberg in der Gutachterkommission NRW des Bundeswettbewerbs Fremdsprachen, Sekundarstufe I – Latein. Vom Februar 2020 bis Mai 2022 war er Mitglied im Wissenschaftlichen Beirat der Ausstellung „Latein. Tot oder lebendig!?“  des Landschaftsverbandes Westfalen-Lippe (LWL), Kloster Dalheim, Museum für Klosterkultur.
Seit März 2015 ist Matthias Laarmann Vorsitzender des Vereins zur Förderung des altsprachlichen Unterrichts Dortmund e. V. (VFAU). Im März 2018 wählte man Laarmann zum Sprecher der ArbeitsGemeinschaft Alte Sprachen (AGAS) – Vereinigung aller Fördervereine für Alte Sprachen in NRW. Seit September 2019 ist Matthias Laarmann stellvertretender Landesvorsitzender (Landesteil Westfalen) des Deutschen Altphilologenverbands – Landesverband Nordrhein-Westfalen (DAV-NRW) und bildet seit Februar 2020 zusammen mit Johannes Maximilian Nießen die Hauptredaktion des (Online-)Landesverbandsblattes Latein und Griechisch in NRW.
Im April 2012 wurde Laarmann zum Associated Research Fellow am Titus-Brandsma-Institut für Geschichte der christlichen Spiritualität und Mystik, Katholische Radboud-Universität Nimwegen/NL, ernannt. Am 19. Januar 2022  wurde er im Fach Dogmengeschichte an der Theologischen Fakultät Paderborn habilitiert. Seine Habilitationsschrift behandelt Jacopo Sannazaro, De partu Virginis (1526). Text und Kontexte poetischer Mariologie im Neapel der Renaissance. Nach seiner Antrittsvorlesung  Von der Notwendigkeit eines präzisen Gedächtnisses. Theologische Lexikographie als Thema der Dogmengeschichte wurde Laarmann am 16. November 2022 zum Privatdozenten ernannt.
Matthias Laarmann gehört mehreren innerkirchlichen Gremien an. Von November 2001 bis November 2009 war er Mitglied im Kirchenvorstand der römisch-katholischen Kirchengemeinde St. Gottfried Lünen-Wethmar, von November 2009 bis November 2012 Mitglied der Steuergruppe „Gemeindefusion“ der Kirchengemeinde St. Marien Lünen. Laarmann ist seit November 2018 im Pfarreirat St. Marien Lünen tätig, seit Dezember 2020 als Pfarreiratsvorsitzender. Zudem wurde er im Mai 2021 zum Vorsitzenden des Kreisdekanatsvorstandes des Kreisdekanats Coesfeld und zum Mitglied des „Diözesankomitees im Bistum Münster“ gewählt. Im Juni 2024 wurde Laarmann von Bischof Dr. Felix Genn in den Diözesanrat des Bistums Münster berufen. Am 13. Februar 2025 stieß Laarmann als Nachrücker zu den
16 Delegierten des Diözesanrats, die – erstmals in der gesamten, gut 1200-
jährigen Bistumsgeschichte – gemeinsam mit dem 16 Mitgliedern des
Domkapitels über die Erstellung einer Kandidatenliste für den künftigen
Bischof von Münster zu beraten und abzustimmen haben.

## Publikationen (Auswahl)
- Deus, primum cognitum. Die Lehre von Gott als dem Ersterkannten des menschlichen Intellekts bei Heinrich von Gent († 1293) (= Beiträge zur Geschichte der Philosophie und Theologie des Mittelalters, N. F. 52). Aschendorff, Münster 1999 (XII, 528 Seiten) [Diss. theol. Bochum 1997].
- Transsubstantiation. Begriffsgeschichtliche Materialien und bibliographische Notizen. In: Archiv für Begriffsgeschichte 41 (1999), S. 119–150 (JSTOR).
- Jos Decorte: Eine kurze Geschichte der mittelalterlichen Philosophie [Waarheit als weg. Beknopte geschiedenis van de middeleeuwse wijsbegeerte. Kapellen/Kampen (NL) 1992 (335 S.)]. Ins Dtsch. übers. und mit einem kommentierten bibliogr. Anhang versehen v. Inigo Bocken und Matthias Laarmann (UTB 2439). Schöningh, Paderborn 2006 (352 Seiten).
- Seneca and Senecae. Seneca the Philosopher [Überblick zur Rezeptionsgeschichte der Philosophie Senecas von der Antike bis ins 21. Jahrhundert]. In: Gregor Damschen, Andreas Heil (Hrsg.): Brill’s Companion to Seneca. Philosopher and Dramatist (Brill’s Companions in Classical Studies). Brill, Leiden 2014, S. 53–71.
- mit Benjamin Dahlke: Latein als Wissenschaftssprache katholischer Dogmatik im 19. und 20. Jahrhundert. In: Zeitschrift für Neuere Theologiegeschichte 23 (2016), Heft 2, S. 155–191.
- Psalmen, Vergil und Ovid. Protestantische lateinische Bibeldichtung des Helius Eobanus Hessus (1488–1540) im Chorgestühl der katholischen Pfarrkirche St. Marien Lünen-Altlünen. In: Beiträge zur Geschichte Dortmunds und der Grafschaft Mark 107 (2016), S. 71–99.
- mit Benjamin Dahlke: Hans Blumenbergs Studienjahre. Schlaglichter auf Orte, Institutionen und Personen. In: Theologie und Glaube 107 (2017), S. 338–353.
- Plato amicus, sed Aristoteles quandoque magis amicus? Das aristotelische Höhlengleichnis bei Cicero, De natura deorum 2,95f. In: Der Altsprachliche Unterricht 61 (2018), Heft 1 [Themenheft „Plato Romanus“], S. 19–23; Internet-Textmaterial: M2: Vergleichsaspekte zu Platons Höhlengleichnis; M3: Imitation – Plagiat – Zitat in der Antike; M4: Ulrich von Straßburg, Summa de summo bono 1,1,3.
- Jesuitische didaktische Poesie als Opposition zur Tierautomaten-Theorie Descartes’. Christliche Tierschutzethik im Praedium Rusticum des Jacques Vanière SJ (1664–1739) [Vortrag bei: Kirstin Zeyer (Ltg.): Aufgabe und Bedeutung einer Gemeinschaft der Geschöpfe im Anschluss an Laudato Si’. Symposion des Titus Brandsma Instituut, Nijmwegen; Huize Wylerberg, 28. Mai 2016]. In: Coincidentia. Zeitschrift für europäische Geistesgeschichte 9 (2018), Heft 2 [Themenheft „Die Frage des Tieres“], S. 289–331.
- Hans Blumenberg: Untersuchungen zum Problem der Ursprünglichkeit der mittelalterlich-scholastischen Ontologie [Diss. phil. masch. Kiel 1947]. Hrsg. [und mit einem Verzeichnis der zitierten Referenzliteratur, einem editorischen Nachwort und einem Namenregister versehen; S. 206–232] von Benjamin Dahlke und Matthias Laarmann. Suhrkamp, Berlin 2020 [232 Seiten; erschienen am 22. Juni 2020 zum 100. Geburtstag H. Blumenbergs am 13. Juli 2020].
- Jacopo Sannazaro, De partu Virginis (1526). Text und Kontexte poetischer Mariologie im Neapel der Renaissance. Habilitationsschrift Theologische Fakultät Paderborn 2021 (2 Teilbände; 266, 300* Seiten).